# Kommandant der Seeverteidigung Nordfriesland
Der Kommandant der Seeverteidigung Nordfriesland, kurz Seekommandant Nordfriesland, war ein regionaler Küstenbefehlshaber der deutschen Kriegsmarine im Zweiten Weltkrieg, der dem Kommandierenden Admiral Deutsche Bucht unterstellt war. Die Dienststelle wurde im November 1944 mit Sitz im damaligen Hermann-Tast-Gymnasium, dem heutigen Hotel Altes Gymnasium in Husum eingerichtet. Der Verantwortungsbereich umfasste die Nordfriesischen Inseln und den nördlichen Teil der schleswig-holsteinischen Nordseeküste. Der Seekommandant übergab am 6. Mai 1945 sein Hauptquartier in Husum an die britischen Besatzungsstreitkräfte.

## Gliederung
Die Seekommandantur Nordfriesland bestand aus zwei Abschnitten und mehreren direkt unterstellten Verbänden.

### Direkt unterstellte Verbände
- Marinefestungspionierstab 1 (Husum)
  - Marinefestungspionierbataillon 316 (Husum, Friedrichstadt)
- Marinekraftfahrabteilung Husum (aufgestellt im April 1945)

### Abschnitt Sylt
Zum Abschnitt Sylt gehörten die deutschen Nordfriesischen Inseln und die Insel Röm, nicht jedoch die Halligen und die Insel Pellworm. Das Stabsquartier befand sich in Westerland auf Sylt.
- Marineartillerieabteilung 134 (teilweise auf Römö)[3]
- Marineflakabteilung 234 (Westerland)
- Marine-Inselbataillon 351 (Westerland), im April/Mai 1945 bei Bremervörde eingesetzt
- Marine-Inselbataillon 352 (Römö)
- Marine-Inselbataillon 353 (Amrum)
- Inselkommandant Föhr
- Inselkommandant Amrum

### Abschnitt Friedrichstadt
Der Abschnitt Friedrichstadt wurde im Oktober 1944 aufgestellt. Er umfasste das Gebiet von der deutsch-dänischen Grenze bis nördlich Heide, die Halligen und die Insel Pellworm.
- Marineartillerieabteilung 124 (Friedrichstadt)
- Marinefestungsbataillon 357 (Tönning), aufgestellt im November 1944, im April als Marineschützenbataillon 357 nach Wilhelmshaven verlegt.
- Inselkommandant Pellworm

## Kommandanten
- Kapitän zur See Hans Ahlmann: November/Dezember 1944, anschließend Kommandeur des 2. Schiffsstamm-Regiment und Kommandeur der 11. Marine-Infanterie-Division

- Kapitän zur See Frank Aschmann: von Dezember 1944 bis Kriegsende, vormals letzter Seekommandant Südholland[2]